# 무상자금협력
무상자금협력(無償資金協力)은 자금을 무상으로 증여하는 것으로 상환의 의무가 없다. 무상자금 협력에는 인도적인 입장에서의 식량원조, 재해복구원조 등과 사업시행 전 단계로서의 기본조사, 실시설계조사 등이 있다.